# Ángel Mur
Ángel Mur Ferrer, né le 25 août 1941 à Barcelone, est un footballeur et physiothérapeute espagnol.  

## Biographie
Ángel Mur commence sa carrière au poste de milieu de terrain avec le club du CD Condal (équipe réserve du FC Barcelone). Il joue avec le CD Condal de 1961 à 1968. Il joue également 15 matches non officiels avec l'équipe première du FC Barcelone entre 1963 et 1968.
Il joue  ensuite la saison 1968-1969 avec le Sporting de Gijón. Puis, de 1969 à 1973, il joue avec l'UE Sant Andreu, club où il met un terme à sa carrière.
Le bilan de la carrière professionnelle d'Ángel Mur en championnat s'élève à 209 matchs joués, pour un but marqué, le tout en deuxième division.
Ángel Mur devient ensuite physiothérapeute au FC Barcelone où il succède à son père. Àngel Mur exerce cette fonction de 1973 à 2006, date à laquelle il prend sa retraite. Il est aussi le physio de l'équipe d'Espagne de 1974 à 1990. Il est présent lors de quatre Coupes du monde (1978, 1982, 1986 et 1990).
Son père, Àngel Mur Navarro, était membre du RCD Español, puis du FC Barcelone.